# Funny Bunny
「Funny Bunny」（ファニー・バニー）は、日本のロックバンド・the pillowsの楽曲。作詞作曲は山中さわおが手がけた。1999年に発売された8作目のスタジオ・アルバム『HAPPY BIVOUAC』の9曲目に収録された。
発表後にアニメ作品などで使用されたほか、他のアーティストによるカバー・バージョンが発表された。

## 背景
楽曲自体は6作目のオリジナル・アルバム『LITTLE BUSTERS』の頃から存在していたが、この時点では歌詞が完成していなかった。その後歌詞を書き上げて、8作目のオリジナル・アルバム『HAPPY BIVOUAC』に収録されることとなった。
山中は、当初本作をラーズの「ゼア・シー・ゴーズ」のような楽曲を想定して制作していたが、これに対してプロデューサーの吉田仁が「今そういうのをやっても面白くない」と反対。これにあたり、山中はリズ・フェアの「ホイップ・スマート」のようなイントロを加えた。
2009年に発売されたベスト・アルバム『Rock stock & too smoking the pillows』に、再レコーディングを行った音源が「Funny Bunny (Rock Stock Version)」というタイトルで収録された。また、TSUTAYAの無料レンタル限定のシングル盤も制作され、2009年5月20日から7月19日の期間限定で無料レンタルが実施された。ディスクジャケットには漫画家の篠原健太が描き下ろしたイラストが使用された。

## チャート成績
2009年5月20日、ベストアルバム『Rock stock & too smoking the pillows』の先行配信としてレコチョクでダウンロード販売が開始されると、レコチョクの着うた「ロックうた」ランキングでは初登場3位、5月25日付にて1位を記録した。

## メディアでの使用
2000年から2001年にかけて発売されたOVA『フリクリ』の挿入歌として使用され、同作のサウンドトラック盤『海賊王 フリクリオリジナルサウンドトラック&ドラマCD/2』や『FLCL Original Sound Track No. 3』にも収録された。
漫画作品『SKET DANCE』のエピソード「カイメイ・ロック・フェスティバル」の終盤に、登場人物が本作を演奏するシーンが存在する。このエピソードを受けて、the pillowsはテレビアニメ版への楽曲提供のオファーを快諾し、「Comic Sonic」を書き下ろした。このエピソードは、テレビアニメ版第16話「カイメイ・ロック・フェスティバル」（2011年7月21日放送回）と第17話「スケッチブック」（2011年7月28日放送回）で放送され、劇中での演奏はThe Sketchbookが担当した。
2019年にthe pillowsの結成30周年を記念して制作された映画『王様になれ』でも使用され、同作のサウンドトラック盤にも収録された。

## 演奏
- 山中さわお - リード・ボーカル、ギター
- 真鍋吉明 - リードギター
- 佐藤シンイチロウ - ドラムス
- 鈴木淳 - ベース

## 収録アルバム
- HAPPY BIVOUAC
- Fool on the planet
- 海賊王 フリクリオリジナルサウンドトラック&ドラマCD/2
- FLCL Original Sound Track No. 3
- Rock stock & too smoking the pillows（Rock Stock Version）
- 王様になれ オリジナルサウンドトラック

## その他のアーティストによるカバー
2004年に発売されたthe pillowsのトリビュート・アルバム『SYNCHRONIZED ROCKERS』にはELLEGARDEN、2014年に発売されたトリビュート・アルバム『ROCK AND SYMPATHY』にはBase Ball Bearによって演奏された音源が収録された。
前述のとおり、2011年に放送されたテレビアニメ『SKET DANCE』の第17話の挿入歌としてThe Sketchbookがカバー。この音源はシングル『道』のカップリング曲としても収録された。
2015年にアイドルネッサンスによってカバーされた音源がシングルとして発売された。
2019年にUruがカバーし、日本コカ・コーラ「アクエリアス」2019秋冬キャンペーンCMソングとして使用された。この音源は、2020年に発売されたアルバム『オリオンブルー』の初回生産限定カバー盤に付属のCDに収録された。
同じく2019年に公開された「ギャツビー」のWEBムービーでは、同WEBムービーの主演の佐藤緋美がカバーした音源が使用された。
2023年に発売されたNintendo Switch専用ソフト「なつもん! 20世紀の夏休み」の主題歌として本名陽子がカバーした音源が収録された。
2024年にLuminによってカバーされた音源がデジタルシングルとして配信された。